# ヒルダ・ハイネ
ヒルダ・キャシー・ハイネ（英: Hilda Cathy Heine、1951年4月6日 - ）は、マーシャル諸島の政治家。現在、同国大統領。2016年から1期4年間も大統領を務めた。大統領に就任するまでは、教育相を務めていた。博士号を取得した初のマーシャル諸島国民で、女性権利団体「ウィメン・ユナイテッド・トゥギャザー・マーシャル・アイランズ」 (WUTMI) の設立者でもある。
ハイネは史上初の女性のマーシャル諸島大統領である。ミクロネシア諸国の女性大統領としても初めてで、太平洋地域の女性国家元首としては史上4人目となる（ニュージーランドのジェニー・シップリーとヘレン・クラーク、オーストラリアのジュリア・ギラードに次ぐ）。2016年1月現在で3名いる、女性ニティジェラ（国会）議員のひとりである。

## 経歴

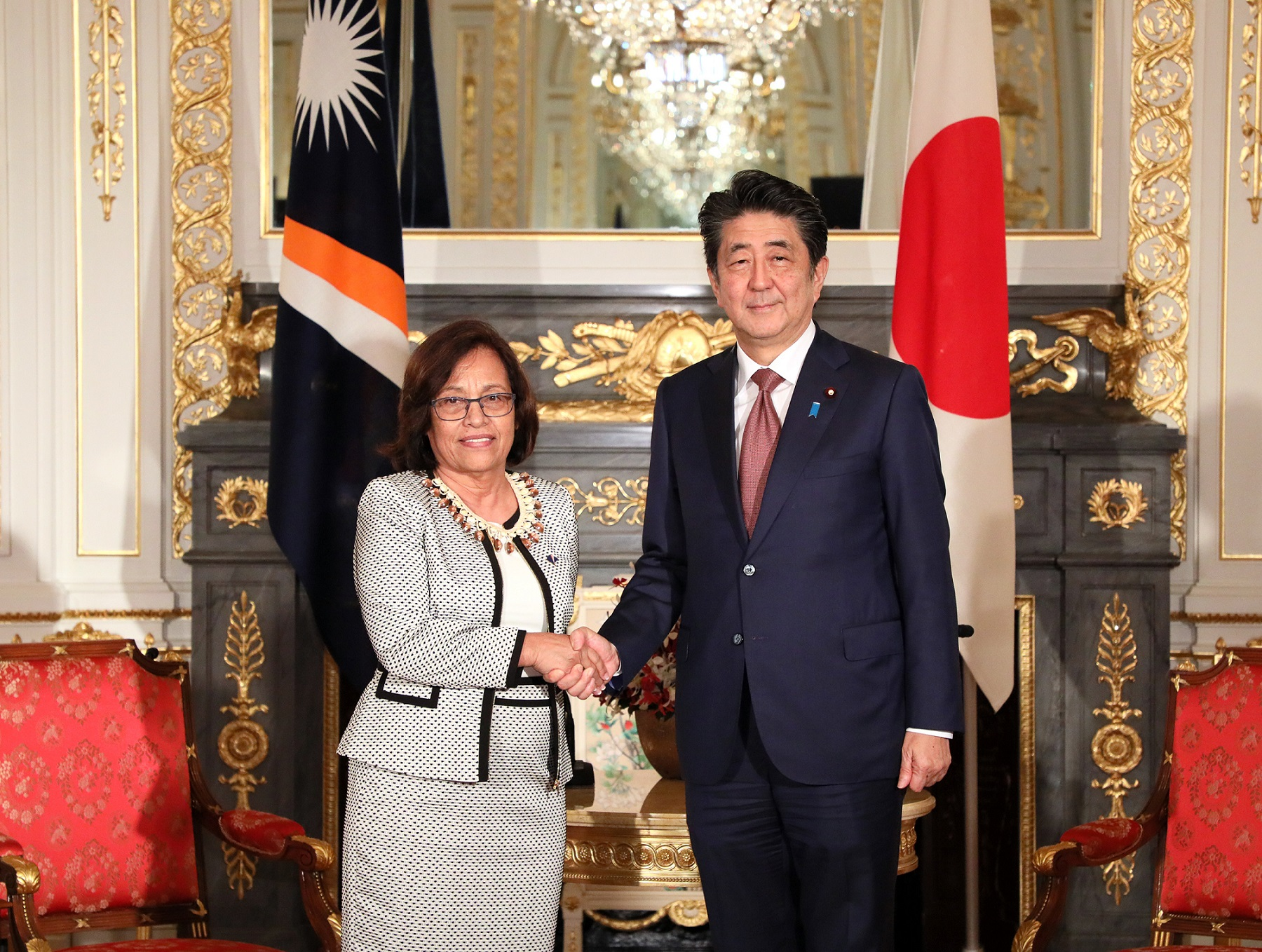
2019年の即位礼正殿の儀で訪日中のハイネ（左）と安倍晋三内閣総理大臣（当時）

アメリカ合衆国で大学教育を受け、1970年にオレゴン大学で学士号を取得した。その後、1975年にハワイ大学から修士号を、2004年には南カリフォルニア大学から博士号を、それぞれ取得している。
1975年から1982年まで、マジュロにあるマーシャル諸島高等学校に学級担任兼カウンセラーとして勤務した。2000年には、女性権利団体のウィメン・ユナイテッド・トゥギャザー・マーシャル・アイランズ (WUTMI) を立ちあげた。2005年に太平洋地域包括支援センターにある太平洋教育訓練資源 (PREL)  の理事に就任し、2009年には太平洋諸島気候変動教育パートナーシップに参加した。リーダーシップ太平洋諮問委員会やミクロネシア教育委員会、保健人的資源タスクフォースと共同で事業を実施している。
政治家としてはオール環礁からニティジェラ（国会）議員に選出され、教育相に就任した。
2016年1月27日、ハイネはマーシャル諸島の大統領に選任された。ハイネを唯一の大統領候補として行われたニティジェラ（定数33）における投票の結果は、賛成24、棄権6、欠席3であった。ハイネの宣誓式は翌日に行われた。2018年11月12日に採決された不信任動議は賛成16、反対16で、賛成票が可決に必要な過半数に届かずかろうじて否決。
2019年10月22日の即位礼正殿の儀に参列し、翌23日には迎賓館赤坂離宮で安倍晋三内閣総理大臣と会談を行った。
2019年10月25日、ハイネは台湾の輔仁大学から哲学の名誉博士号を取得した。
2020年1月6日にマーシャル諸島議会で行われた次期大統領選出選挙ではデービッド・カブアに20対12で敗れた。2024年1月2日の次期大統領選出選挙では17対16でカブアを下し、翌3日に就任した。
2024年3月に日本を訪れ、同月13日に岸田文雄内閣総理大臣と首脳会談を行った。